# Boeing X-53 Active Aeroelastic Wing
Boeing X-53 Active Aeroelastic Wing (AAW) dříve také F/A-18 Active Aeroelastic Wing nebo NASA 853, byl americký experimentální letoun vybavený aktivním aeroelastickým křídlem, který vznikl úpravou letounu McDonnell Douglas F/A-18 Hornet. Letoun vznikl spojením sil Výzkumné laboratoře leteckých sil (AFRL), Drydenova leteckého výzkumného střediska a Boeing Phantom Works. Byl prvním letounem, který disponoval technologií AAW, která pomocí tradičních ovládacích ploch letounu řízeně „křiví“ křídlo letounu. Tato technologie byla příslibem pro budoucí letadla, která by s jejím přispěním měla být lehčí až o 25 % při poskytnutí lepších výkonů, snížení odporu vzduchu a tím i zlepšené spotřeby paliva a prodloužení doletu.

## Konstrukce

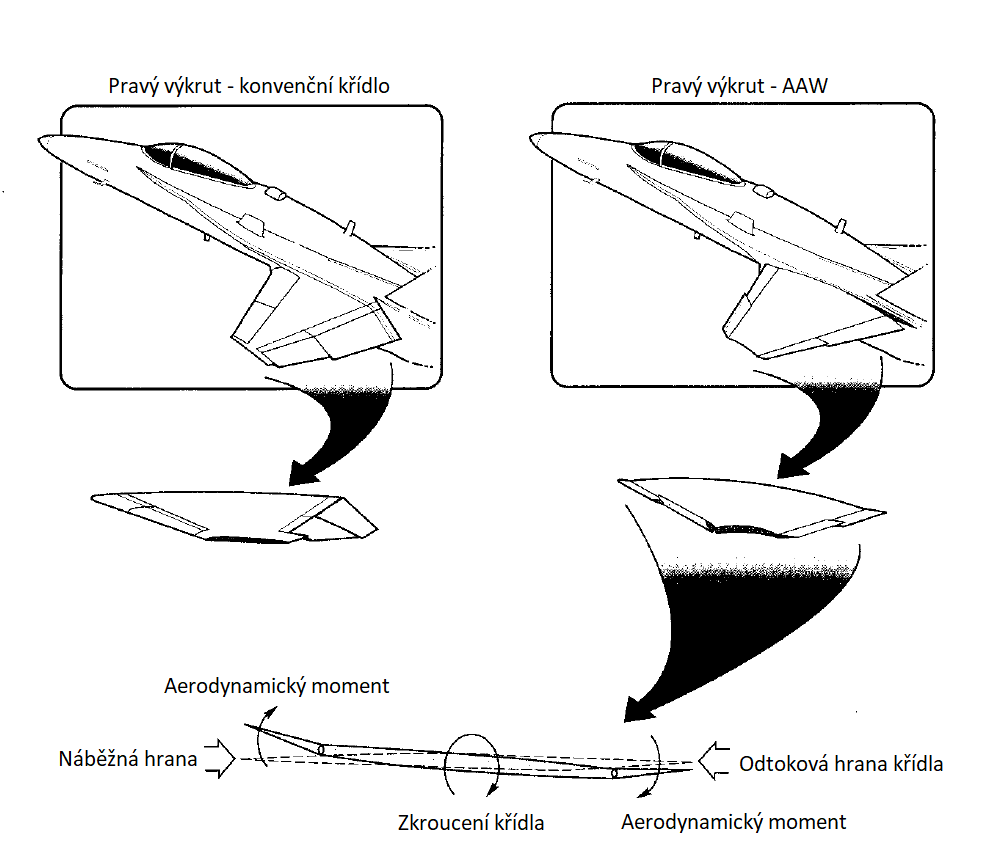
Srovnání chování konvenčního křídla (vlevo) s aktivním aeroelastickým křídlem při provádění pravém výkrutu

Konstrukce letounu vycházela z letounu F/A-18A-10-MC Hornet trupového čísla  Bu. No. 161744, které dostalo křídla z dalšího modifikovaného letounu F/A-18 High Alpha Research Vehicle Bu. No. 160780. Získaná křídla prošla úpravou, která vedla k jejich ztenčení. Byly také vybaveny akčními členy pro ovládání křídla. Klapka na náběžné hraně křídla byla nově dělená. Pro účely měření a získávání dat o chování křídla bylo pod jeho panely zabudováno přibližně 400 senzorů, které byly svedeny do svazku kabelů o síle 3 palců.

## Vznik a vývoj
Když bratři Wrightové začali své experimenty s letectvím, věnovali své úsilí také systému ovládání letadla. Jejich kluzáky a později letadla (včetně slavného Wright Flyer) byly řízeny pomocí křívení konců křídel. S rychlým rozvojem letectví se od této koncepce postupně opustilo a v konstrukcích letadel se uplatnilo tuhé křídlo s pohyblivými klapkami (elevony, křidélka, sloty aj.), u něhož je působení aeroelastických sil, které deformují křídlo spíše nežádoucí. Na počest bratří Wrightů se proto na letounu X-53 nacházelo logo „Centennial of Flight“, které zobrazovalo letoun bratří Wrightů.
V 70. letech 20. století se Air Force Flight Dynamics Laboratory (AFFDL) ve spolupráci s firmou General Dynamics zaměřila na vývoj metod, které by využívaly statické a dynamické aeroelastické deformace ke zlepšení aerodynamiky. Technici AFFDL přišli s návrhem letounu Highly Maneuverable Aircraft Technology (HiMAT), který později postavila firma Rockwell pro společný výzkum NASA a leteckých sil USA. Na HiMAT navázal další projekt AFFDL Active Flexible Wing (AFW) v 80. letech, který testoval technologii aeroelastický křídel ve větrném tunelu.
V průběhu 90. let byly vypracovány studie a návrhy na úpravu letounu F-16A pro demonstraci technologie AAW. Úpravy zahrnovaly nové sloty a křidelka na vnějších stranách křídel. Také měla být ztenčen povrch křídla, který se nacházel mezi novými klapkami a sloty.
Air Force Wright Laboratories později Air Force Research Laboratory (AFRL) uvažovala o využití jednoho letounu X-31 pro program AAW. Havárie letounu X-31 v lednu 1995, ale znamenala upuštětí od této myšlenky, neboť zbývající letoun X-31 už byl vyhrazen pro program VECTOR. Pro program AAW nakonec posloužil modifikovaný letoun F/A-18, kterému bylo zpětně přiděleno označení X-53.
Program pro výzkum aktivního aeroelastického křídla začal na začátku roku 1996. Programu byl přidělen předprodukční letoun F/A-18 Bu. No. 160780 (NASA 840), který posloužil při předchozím projektu HARV. Z letounu měl být odstraněn systém pro vektorování tahu motorů, balastní zátěž. Letoun měl také získat nový výzkumný řídící letový systém (RFCS). Kontrakt v hodnotě až 15 milionů USD na úpravu letounu získala v srpnu 1996 společnost McDonnell Douglas. Ta byla později pohlcena společností Boeing. Nemělo to však vliv na program AAW. O úpravu letounu se tedy nakonec postaralo oddělení Phantom Works společnosti Boeing sídlící v St. Louis. Během příprav na úpravu letounu provedli technici Phantom Works inspekci letounu NASA 840 a zjistili poškození trupu letounu v místě napojení vertikálních ocasních ploch. Jako náhrada posloužil jiný letoun F/A-18 Bu. No. 161744, který byl získán od amerického námořnictva v roce 1999, který byl přiřazen NASA a nesl oznacčení NASA 853. Na letoun NASA 853 použili technici křídla z letounu NASA 840.
Kromě prací na křídlech letounu, bylo třeba také vyvinout letový řídící počítač (FCC). V listopadu roku 1997 tím společnost Boeing spolu s NASA pověřili společnost Lockheed Martin. Při návrhu řídícího letového počítače vycházela společnost Lockheed Martin z FCC, které bylo použito u letounu F-15 Advanced Control Technology for Integrated Vehicles.  Procesor řady 1750A, který byl součástí letové řídící jednotky F/A-18, tak byl nahrazen RFCS jednotkou, která využívala rychlejší obvod 68040.
Letoun byl oficiálně představen 27. března v tehdejším Drydenově leteckém výzkumném středisku na letecké základně Edwards. První let demonstrátoru AAW se uskutečnil 15. listopadu 2002, čímž zahájil první fázi leteckých zkoušek, která trvala do června roku 2003. Tato část zkoušek byla zaměřená na získání dat pro vytvoření modelu aerodynamického a strukturálního zatížení křídla. Získaná data pak měla být použita pro vývoj řídícího systému AAW a pro zlepšení popisu modelu AAW. V této části leteckých zkoušek podnikl letoun 51 letů. Letoun byl testován ve výškách od 5 000 stop do 25 000 stop při rychlostech Mach 0,8 až Mach 1,3.
Druhá fáze leteckých zkoušek začala 14. prosince 2004. Navázala na zjištění z 1. fáze programu.
Do 11. dubna 2005 absolvoval letoun 96 letů.
Letounu F/A-18 AAW bylo v prosinci 2006 zpětně přiděleno označení X-53. Použitím označení X-53 bylo vynecháno označení X-52, kvůli možné záměně s letouny řady B-52. Zejména B-52B a B-52H, které používala NASA jako nosné letadlo při testování.
Letoun X-53 byl po skončení programu AAW upraven pro další projekt, kterým byl Full-scale Advanced Systems Testbed (FAST).

## Výsledky výzkumu
Výzkum aktivního aeroelastického křídla byl v průběhu let studován na několika konceptech stíhacích letounů (HiMAT, F-16A, X-31, F-18) a ukázal na možnost snížit vzletovou hmotnost o 5 až 20 %. Při studijích konceptu AAW mezi lety 1984 až 1993 ve větrných tunelech se prokázalo, že AAW může přinést větší míru ovladatelnosti ve stejné letové obálce při menším aerodynamickém odporu. Aktivní aeroelastické křídlo také snižovalo strukturální zátěž.
Testy na plnohodnotném letounu F-18 prokázaly, že koncept AAW je použitelný jak v oblastech podzvukových, tak i v transonických a nadzvukových. Úspěšná demonstrace aktivního aeroelastického křídla by měla posloužit konstruktérům budoucích letadel při návrhu účinějších a tenčích křídel s vysokým poměrem stran s potenciálem snížit rádiovou odrazovou plochu (RCS). Technologie AAW by měla být přínosná pro vysoko létájící bezpilotní letouny, tak i pro dopravní letouny.

## Specifikace

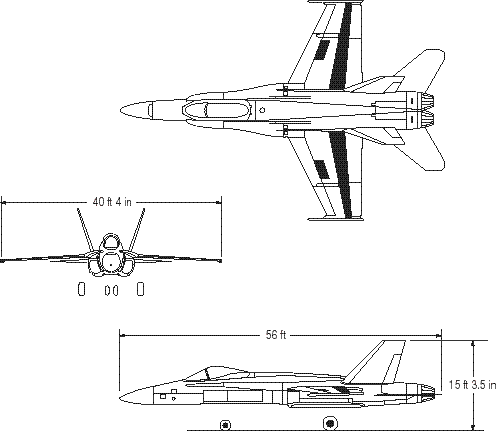
Nákres X-53

### Technické údaje
- Posádka: 1 pilot
- Rozpětí: 12,2936 m (40,333 ft)
- Délka: 17,0688 m (56,000 ft)
- Výška: 4,6609 m (15,292 ft)
- Max. vzletová hmotnost : 17 690 kg
- Pohonná jednotka: 2x Dvouproudový motor General Electric F404-GE-400 každý o tahu 71 kN

### Výkony
- Maximální rychlost: 1 912 km/h
- Dostup: 15 000 m (49 000 ft)

## Galerie
- Letová zkouška Active Aeroelastic Wing
- Zátěžová zkouška křídla letounu

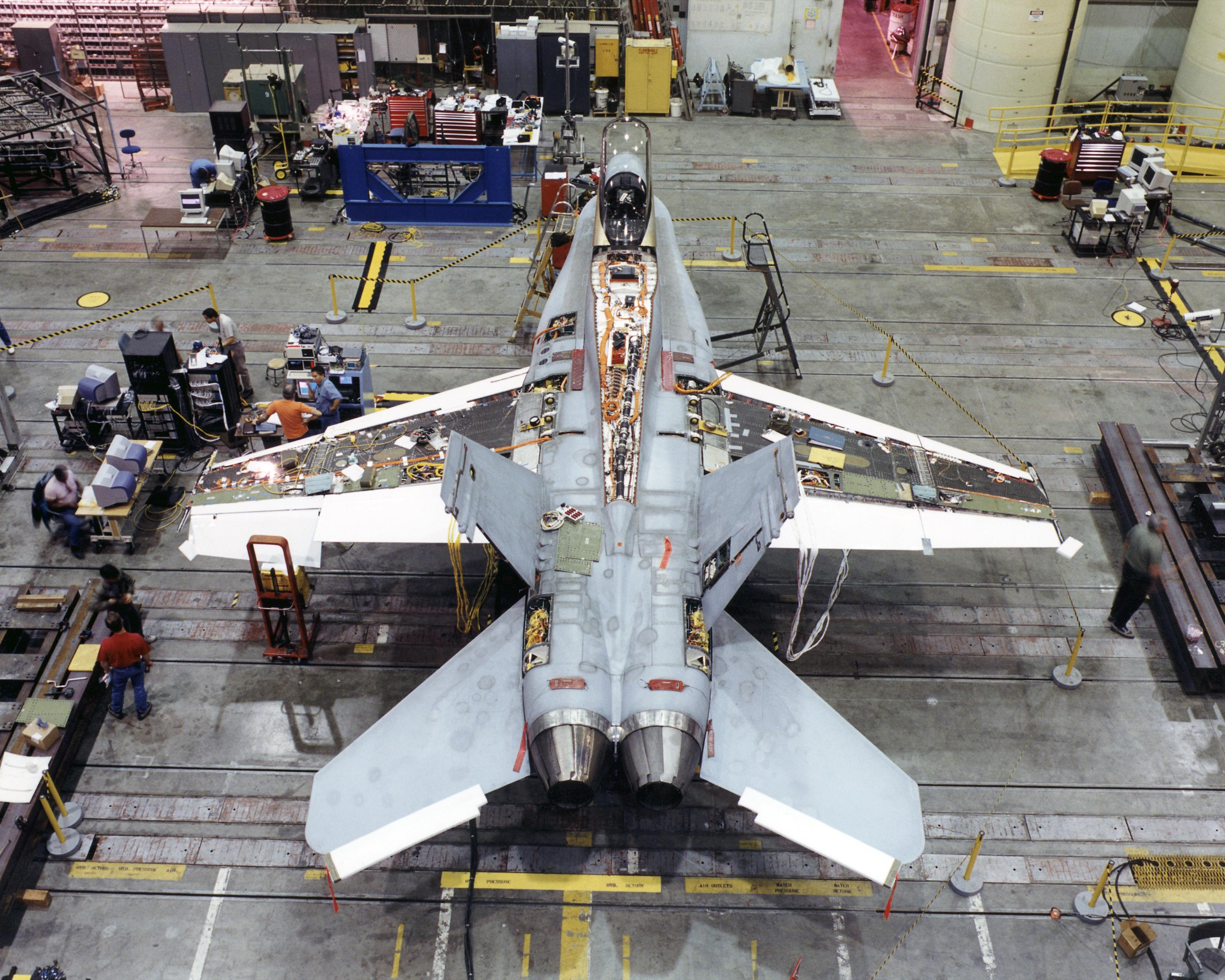
X-53 procházející zátěžovými strukturálními testy
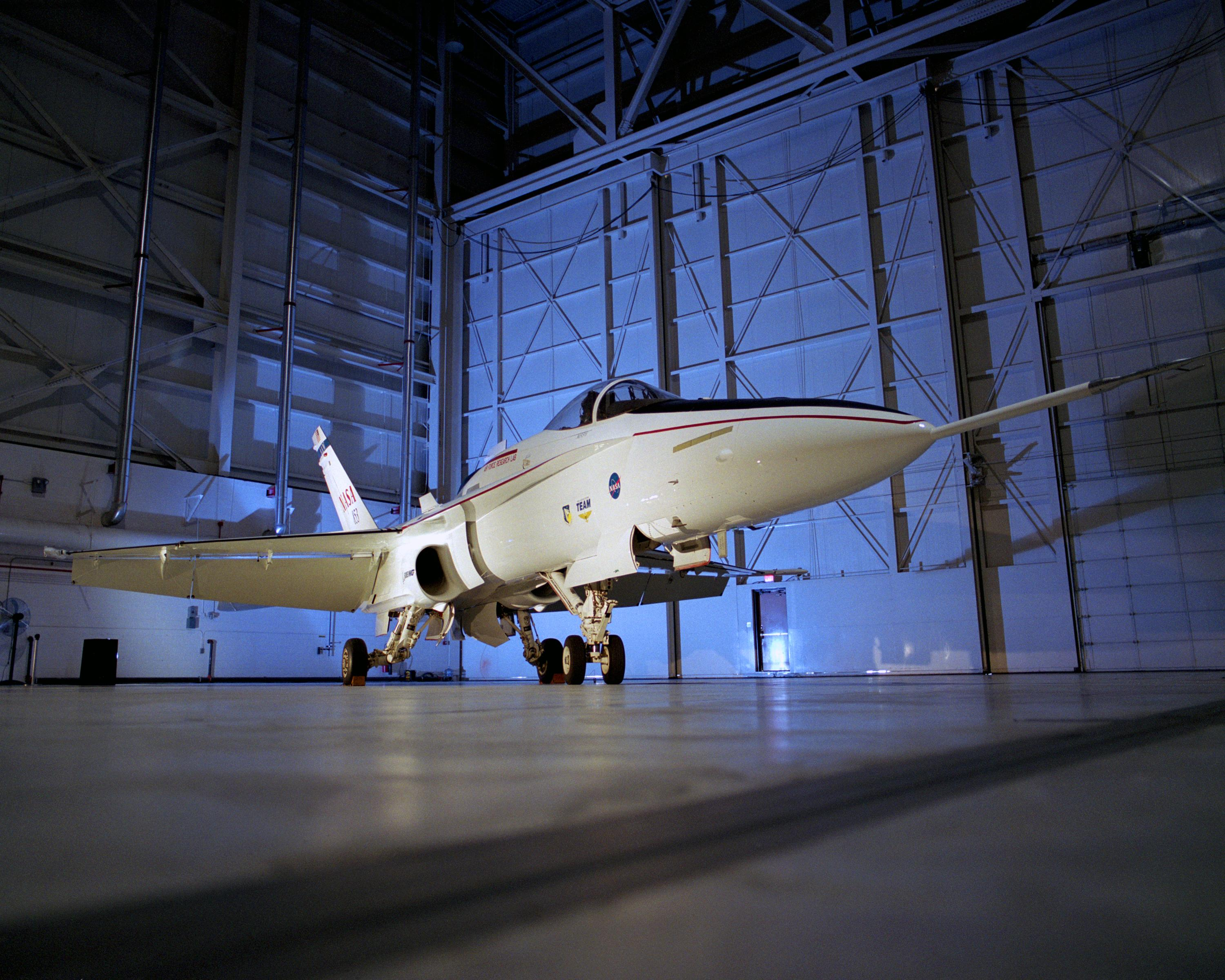
Rollout letounu F/A-18 AAW později přeznačeného na X-53
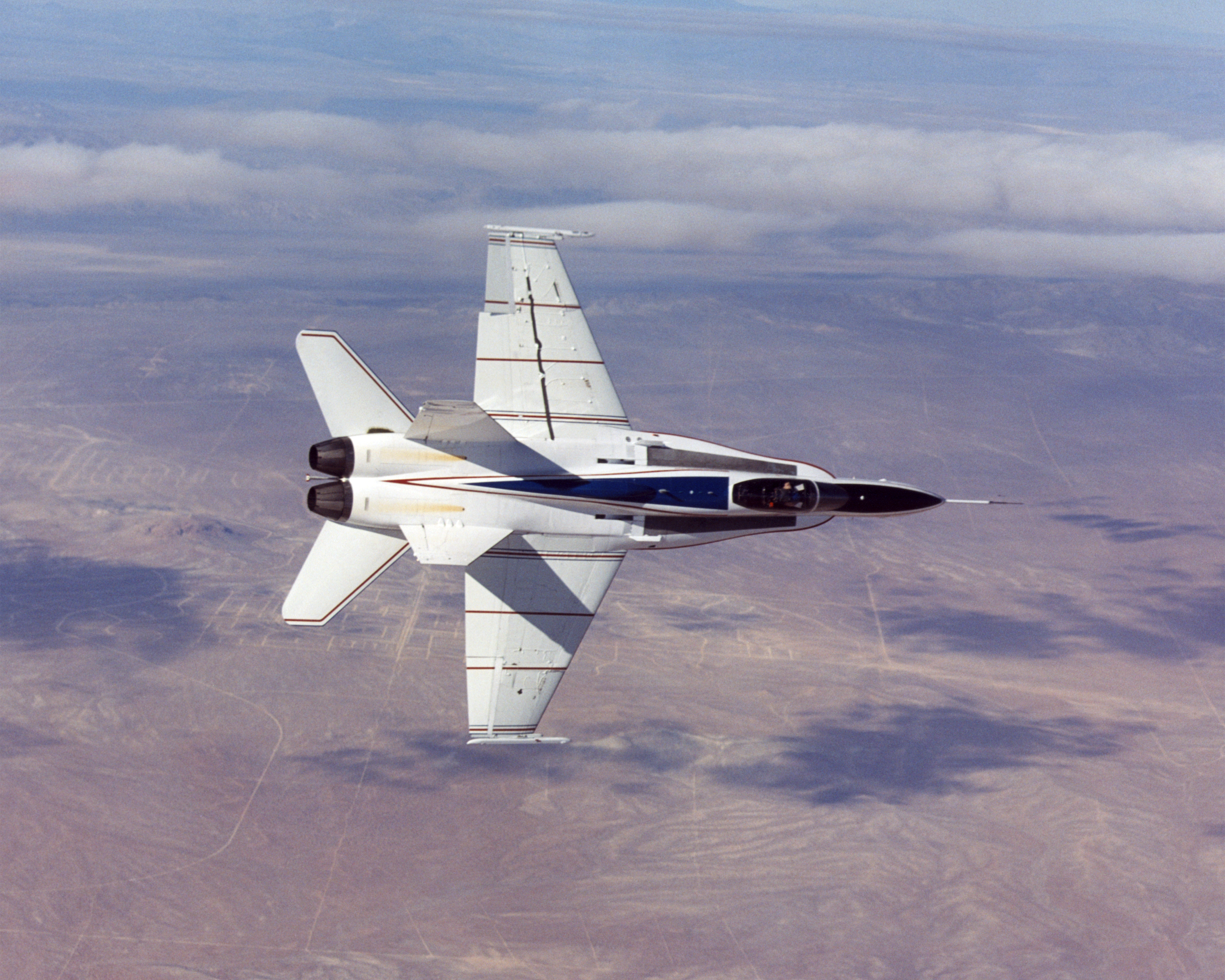
X-53 vyfocený v průběhu manévru Aileron roll